# ピリミニル
ピリミニル(Pyriminil)またはピリヌロン(Pyrinuron)は、殺鼠剤として用いられる化合物である。ヒトが摂取すると、膵臓でインスリンを生産するベータ細胞を選択的に破壊し、1型糖尿病を引き起こす。